# 古川秀一
古川 秀一（ふるかわ しゅういち、1987年7月15日 - ）は、長崎県佐世保市出身の元プロ野球選手（投手）。左投左打。

## 経歴

### プロ入り前
清峰高校時代はエースとして2005年の第87回全国高校野球選手権大会に出場し、1回戦で十亀剣、柴田亮輔、堂上直倫擁する春のセンバツ覇者愛工大名電を下し、2回戦も福井優也擁する前年度選手権準優勝校・済美を下し旋風を巻き起こし（下剋上サウスポーと呼ばれた）3回戦に進出するも辻内崇伸、平田良介、中田翔擁する優勝候補筆頭の大阪桐蔭に1-4で敗れる。
卒業後は日本文理大学に進学し、野球部に入部。大学でも活躍し、2008年の第57回全日本大学野球選手権大会、2009年の第58回全日本大学野球選手権大会への出場に導いた。
2009年のドラフト会議でオリックス・バファローズに1巡目で指名。契約金1億円プラス出来高払い5000万円、年俸1500万円（金額は推定）という条件で入団した。背番号は14。

### オリックス時代
2010年には、オープン戦中のケガで、公式戦の開幕に出遅れた。しかし、5月30日に初めての一軍昇格を果たしてからは、シーズン終了までほぼ一軍に帯同。一軍公式戦では、ビハインドの展開を中心に、オール中継ぎで33試合に登板した。また、7月22日には、故郷の長崎県営野球場で催されたフレッシュオールスターゲームに、ウエスタン・リーグ選抜の一員として登板。1回を投げて3者連続三振を記録するとともに、優秀選手賞を受賞した。
2011年には、シーズン中盤に一軍へ昇格。一軍公式戦では、登板数こそ前年より少ない12試合にとどまったが、防御率1.69という好成績を収めた。なお、一軍・二軍とも、公式戦には全て中継ぎで登板した。シーズン終盤から参加したフェニックスリーグでは先発も務めた。
2012年には、一軍公式戦10試合に登板。しかし、7試合で失点を喫したほか、被打率.415、WHIP2.21という成績に終わった。8月21日の対北海道日本ハムファイターズ戦（旭川スタルヒン球場）では、先発の木佐貫洋が5回裏に6点を失ったことを受けて、この回の途中から登板。自身も6点を失った結果、木佐貫と合わせて球団ワースト記録の1イニング11失点を喫したことから、翌22日に出場選手登録を抹消された。なお、ウエスタン・リーグ公式戦には先発でも登板。3勝4敗ながら、防御率は1.98であった。
2013年には、一軍公式戦3試合に登板。防御率3.38を記録したが、2回3分の2を投げるにとどまった。12月2日の契約交渉では、翌2014年の契約に対して、NPBの野球協約で定められた減俸の上限（年俸1億円未満の選手の場合には25%）を適用することを球団から提示。古川は、この提示を受諾したうえで、推定年俸1125万円で契約を更改した。さらに、背番号を67に変更している。
2014年には、5月2日にシーズン初の出場選手登録。しかし一軍公式戦での登板機会がないまま、5月5日に登録を抹消された。ウエスタン・リーグ公式戦では39試合の登板で防御率2.78を記録したが、プロ入り後初めて、一軍公式戦へ登板できずにシーズンを終えた。この結果を受けて、シーズン終了後には、投球フォームを従来のオーバースローからサイドスローに変えた。
2015年には、公式戦の開幕を一軍で迎えると、自身2年振りの一軍公式戦登板を果たした。一軍では、通算5試合の登板で防御率2.08を記録。しかし、10月3日に球団から戦力外通告を受けたことを機に、現役を引退した。

### 現役引退後
2016年からは、オリックスの打撃投手に転身する。

## 詳細情報

### 年度別投手成績
| 年 度     | 球 団      | 登 板 | 先 発 | 完 投 | 完 封 | 無 四 球 | 勝 利 | 敗 戦 | セ 丨 ブ | ホ 丨 ル ド | 勝 率 | 打 者 | 投 球 回 | 被 安 打 | 被 本 塁 打 | 与 四 球 | 敬 遠 | 与 死 球 | 奪 三 振 | 暴 投 | ボ 丨 ク | 失 点 | 自 責 点 | 防 御 率 | W H I P |
| --------- | ---------- | ----- | ----- | ----- | ----- | -------- | ----- | ----- | -------- | ----------- | ----- | ----- | -------- | -------- | ----------- | -------- | ----- | -------- | -------- | ----- | -------- | ----- | -------- | -------- | ------- |
| 2010      | オリックス | 33    | 0     | 0     | 0     | 0        | 0     | 2     | 0        | 4           | .000  | 109   | 25.1     | 23       | 0           | 11       | 0     | 2        | 23       | 3     | 0        | 9     | 9        | 3.20     | 1.34    |
| 2011      | オリックス | 12    | 0     | 0     | 0     | 0        | 0     | 0     | 0        | 1           | ----  | 64    | 16.0     | 13       | 1           | 6        | 0     | 1        | 9        | 0     | 0        | 3     | 3        | 1.69     | 1.19    |
| 2012      | オリックス | 10    | 0     | 0     | 0     | 0        | 0     | 0     | 0        | 0           | ----  | 72    | 14.0     | 27       | 1           | 4        | 0     | 1        | 16       | 0     | 0        | 17    | 17       | 10.93    | 2.21    |
| 2013      | オリックス | 3     | 0     | 0     | 0     | 0        | 0     | 0     | 0        | 0           | ----  | 11    | 2.2      | 3        | 0           | 0        | 0     | 0        | 2        | 0     | 0        | 1     | 1        | 3.38     | 1.13    |
| 2015      | オリックス | 5     | 0     | 0     | 0     | 0        | 0     | 0     | 0        | 0           | ----  | 16    | 4.1      | 4        | 0           | 0        | 0     | 0        | 3        | 1     | 0        | 1     | 1        | 2.08     | 0.92    |
| 通算：5年 | 通算：5年  | 63    | 0     | 0     | 0     | 0        | 0     | 2     | 0        | 5           | .000  | 272   | 62.1     | 70       | 2           | 21       | 0     | 4        | 53       | 4     | 0        | 31    | 31       | 4.48     | 1.46    |

### 記録
- 初登板：2010年6月4日、対阪神タイガース3回戦（阪神甲子園球場）、8回裏に4番手で救援登板・完了、1回無失点[6]
- 初奪三振：同上、8回裏にクレイグ・ブラゼルから空振り三振[6]
- 初ホールド：2010年7月2日、対福岡ソフトバンクホークス10回戦（福岡Yahoo! JAPANドーム）、7回裏1死に3番手で救援登板、2/3回無失点[7]

### 背番号
- 14 （2010年 - 2013年）
- 67 （2014年 - 2015年）
- 104 （2016年 - ）

### 登場曲
- 九州男 『雲の上の君え』